# Бородин, Пётр Владимирович
Пётр Владимирович Бородин (род. 14 мая 1995 года, Павлодар, Казахстан) — казахстанский автогонщик, мастер спорта международного класса Республики Казахстан, 5-кратный чемпион Казахстана по классическому ралли, участник чемпионата мира по ралли среди юниоров 2023—2024 годов в составе команды «ASP Racing». Первый гонщик из Казахстана, лидировавший в гонке чемпионата мира по ралли среди юниоров.

## Биография
Пётр Владимирович Бородин родился 14 мая 1995 года в городе Павлодар, Республика Казахстан. Потомственный автогонщик, сын мастера спорта Республики Казахстан по автоспорту, вице-президента Федерации автомотоспорта Республики Казахстан Владимира Павловича Бородина.
Первые шаги в своей гоночной карьере Бородин начал в картинге. Затем стал выступать в автокроссе и классическом ралли.
В 2017 году Петр Бородин принял участие в Rally Masters Show в Москве. В качестве штурмана Бородина выступил Вадим Лемехов. Гонка состояла из четырёх спецучастков. После второго спецучастка Бородин на Subaru Impreza WRX STI захватил лидерство с преимуществом в 9,9 секунды, а после третьего спецучастка увеличил отрыв до 11,3 секунд. На заключительном спецучастке на Audi Quattro шедшего вторым Евгения Новикова сломалась коробка передач, чем и воспользовался Бородин, доведя гонку до победы. Это позволило ему одержать итоговую победу в данном мероприятии и увезти титул победителя Rally Masters Show 2017 года домой.
Сам Бородин так прокомментировал итоги гонки:
Впечатления от гонки очень положительные. Я рад был погоде — дождь и мокрое покрытие. Первую секцию мы проехали очень хорошо, хотя немного времени потеряли, когда упёрлись в Fiesta Дмитрия Королева. На второй секции все рассчитали лучше, подобрали шины и улучшили время. Спасибо организаторам за гонку и за приглашение!
После этого, в мае 2017 года, Бородин вместе со штурманом Романом Чепрасовым принял участие в Ралли Сапсан, проходившем в окрестностях города Алматы, в котором занял итоговое первое место.

### Чемпионат мира по ралли среди юниоров (FIA Junior World Rally Championship или J-WRC)

#### Сезон 2023
В 2023 году Петр Бородин вместе со своим штурманом Романом Чепрасовым впервые выступил в качестве боевого пилота на чемпионате J-WRC, став участником Ралли Финляндии, проходившем 3-6 августа, но особых результатов на нем показать не удалось.
Однако 26-29 октября Бородин и Чепрасов отправились уже на второй для себя этап, Ралли Центральной Европы. Гонка проходила на территории трёх стран: Чехии, Австрии и Германии. В самом начале первого спецучастка гонки экипаж столкнулся с техническими неполадками. Во время разворота вокруг тюка сена на раллийном болиде Петра Бородина срезало привод, в результате чего Ford Fiesta RC4 с трудом доехал до конца спецучастка. Далее был вынужденный пропуск второго спецучастка для ремонта автомобиля и, как результат, значительный временной штраф.
Во время второго дня ралли Бородин показывал хорошие результаты, по итогам некоторых спецучастков входя в первую тройку в своем классе. Однако на одном из спецучастков на автомобиле заклинило стартер, он заглох, и перезапускать мотор пришлось с толкача. За этот инцидент экипаж Бородина и Чепрасова получил ещё один штраф в 10 секунд. Однако далее обошлось без механических поломок и Бородин продолжил показывать одни из лучших времен, по итогам одного из спецучастков показав второй результат. В итоговом протоколе Ралли Центральной Европы Петр Бородин занял 6 место.

#### Сезон 2024
Сезон 2024 года стал первым сезоном в карьере Бородина, в котором он принял участие во всех 5 этапах чемпионата J-WRC.

##### 1 этап —Ралли Швеции
В период с 15 по 18 февраля проводилось Ралли Швеции, состоявшее из 18 спецучастков с преимущественно снежным покрытием, плохой видимостью в темное время суток и множеством трамплинов. Общая протяженность этапа более 300 километров.
По итогам первого спецучастка Бородин показал четвёртое время. Однако на одном из следующих спецучастков, из-за проблем со стенограммой, экипаж Бородина попал в аварию, перевернув автомобиль. Тем не менее, благодаря тому, что болид приземлился рядом с дорогой, гонку удалось продолжить. Но до конца спецучастка экипажу пришлось ехать без лобового стекла, и в зачете этапа Бородин опустился на восьмое место.
Бородин завершил этап в Швеции на 7 месте, заработав 6 очков в зачет чемпионата.

##### 2 этап —Ралли Хорватии
В период с 18 по 21 апреля прошел второй этап чемпионата J-WRC — Ралли Хорватии. Он состоял из 20 спецучастков общей протяженностью в 283,3 километра. На одном из первых спецучастков у болида Бородина случился прокол колеса. Тем не менее, это не помешало экипажу ехать в первой пятерке в классе. Однако затем у Ford Fiesta RC4 отказали тормоза, что привело к вылету с трассы в обрыв. На этом гонка была завершена, Бородину не удалось финишировать и он покинул Хорватию, не набрав очков.

##### 3 этап —Ралли Сардинии
С 30 мая по 2 июня прошел третий этап чемпионата J-WRC — Ралли Сардинии. Гонка состояла из 16 спецучастков общей протяженностью 266,48 километров преимущественно гравийного покрытия.
В первый день гонки у экипажа Бородина случился прокол колеса и перегрев тормозов, что не позволило ему показать хорошее время. В результате первый день гонки пилот завершил на седьмой позиции. 
Во второй день гонки обошлось без происшествий, что позволило Бородину подняться на четвертую позицию в зачете этапа. 
В третий день гонки Бородин допустил ошибку на торможении, в результате чего пропустил поворот, и ему пришлось сдавать задним ходом, чтобы вернуться на трассу. В итоге экипаж занял итоговое четвертое место в гонке, четыре секунды уступив финишировавшему третьим южноафриканцу Максу Смарту, и набрал 12 очков в зачет чемпионата.

##### 4 этап —Ралли Финляндии
С 1 по 4 августа прошел четвертый этап чемпионата J-WRC — Ралли Финляндии. Этот этап был самым длинным этапом чемпионата протяженностью 304,8 километров и состоял из 20 спецучастков.
После шестого спецучастка экипаж Бородина занимал вторую позицию, на 5 секунд отставая от лидера гонки, австралийца Тэйлора Гилла. Однако на седьмом спецучастке у болида Гилла забило грязью радиатор, что привело к перегреву мотора и вынудило его сбавить темп. В результате этого Бородин вышел в лидеры зачета Ралли Финляндии. Тем самым он сотворил историю, став первым казахстанцем, лидировавшим на этапе чемпионата J-WRC.
Пётр Бородин продолжил удерживать лидерство после десятого спецучастка, на 23,5 секунды опережая шедшего вторым Герардо Роселлота из Чили.
Однако на третий день гонки у болида случился прокол колеса, вынудив экипаж снизить скорость. Затем на машине забило радиатор, что привело к перегреванию двигателя и заставило Бородина снизить скорость еще больше, чтобы сохранить автомобиль. По этой причине экипаж опустился на четвертую позицию в гонке.
Бородин финишировал Ралли Финляндии на четвертой позиции, уступив 27 секунд занявшему третье место бельгийцу Тому Ренсонету. За финиш на четвертой позиции присуждается 12 очков, однако за время гонки Бородин одержал победу на трех спецучастках, за которые он получил дополнительные три очка. Итого за гонку экипаж заработал 15 очков в зачет чемпионата.

##### 5 этап —Ралли Греции
В период с 5 по 8 сентября прошел заключительный этап чемпионата J-WRC — Ралли Греции Акрополис. Этап состоял из 15 спецучастков общей протяженностью 303,17 километров.
По итогам шести спецучастков Бородин занимал шестое место, уступая 36,1 секунды шедшему пятым Тэйлору Гиллу. В начале одиннадцатого спецучастка экипаж проколол переднее правое колесо, но чтобы не терять время на его замену, решил ехать до финиша на диске. Это оказалось рискованным решением, поскольку нанесло серьезный урон передней подвеске. По этой причине на двенадцатом спецучастке Бородину пришлось беречь автомобиль и не атаковать в полную силу. 
Несмотря на это, по итогам двенадцати спецучастков экипаж Бородина занимал третью строчку общего зачета гонки, уступая 1 минуту и 40 секунд шедшему вторым Ромету Юргенсону из Эстонии.
Однако на одном из финальных спецучастков гонки Бородин не расслышал штурмана и зашел в правый поворот на слишком высокой скорости. Автомобиль вылетел с трассы и ударился водительской стороной об столб, в результате чего гонщик на время потерял сознание.
Сам Бородин так прокомментировал итоги гонки:
... Самое обидное, что упустили позицию в чемпионате и позицию в гонке. Могли быть третьими, завершить сезон на красивой ноте, и все было в руках, но это автоспорт, такое случается. В любом случае ... это задело нас, но руки опустить не заставит. Я буду бороться за свою цель и свою мечту и работать усерднее...
По итогам Ралли Греции Акрополис экипажу Бородина не удалось набрать очков, что откатило их на десятое место в финальном зачете чемпионата 2024 года.

## Награды и звания
- Мастер спорта международного класса Республики Казахстан по автомобильному спорту[4]

## Семья
Отец — Владимир Бородин. Мастер спорта Республики Казахстан по автоспорту, вице-президент Федерации автомотоспорта Республики Казахстан.
Жена — Альбина Бородина.